# Conestogo
Il Conestogo (in inglese Conestogo River) è un fiume del Canada che scorre nel sud dell'Ontario, nella Municipalità Regionale di Waterloo e nella Contea di Wellington.
Venne chiamato così dai coloni mennoniti, in memoria del fiume Conestoga, che scorre in Pennsylvania. Nel XIX secolo c'erano diversi toponimi che caratterizzavano questo fiume e il vicino insediamento di Conestogo e alla fine divenne ufficiale il nome con "o" finale.
Si trova nel bacino del Lago Erie ed è tributario di destra del Grand River. Una diga costruita sul corso del fiume forma il lago Conestogo, che copre un'area di circa 23 km². Questa zona è stata dichiarata area di interesse naturalistico ed è protetta dalla Grand River Conservation Authority.